# Slaňování

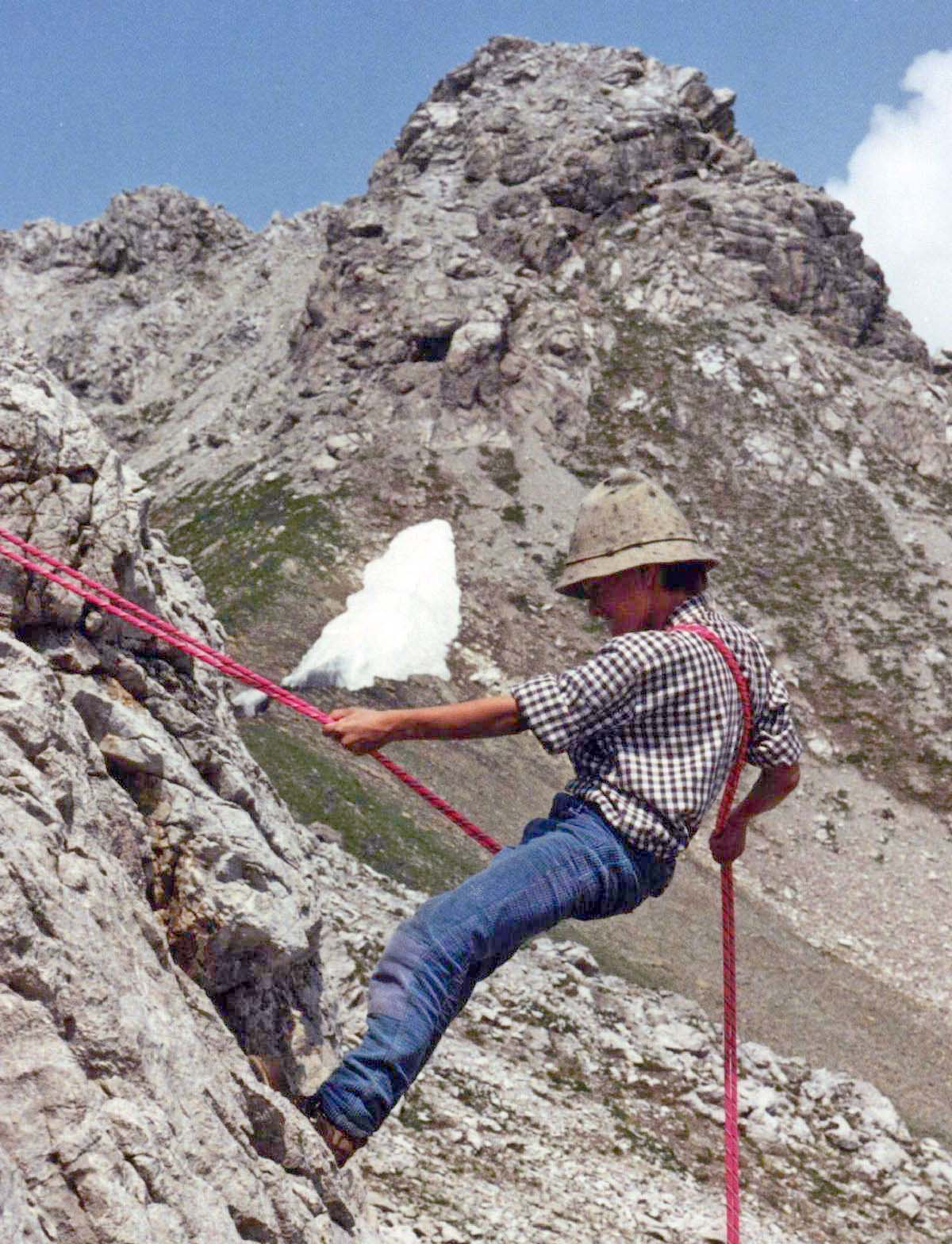
Slaňování bez brzdy a úvazku pomocí tzv. Dülferova sedu.

Slaňování je řízené samospouštění osob na textilním, obvykle horolezeckém laně. Slaňovat lze ovinutím lana kolem těla (tzv. Dülferův sed a další méně užívané způsoby) nebo pomocí technických prostředků zvaných slaňovací brzdy v kombinaci se sedacím úvazkem či smyčkou. Nouzově lze také využít samotnou karabinu s poloviční lodní smyčkou, která ale kroutí a zvýšeně opotřebovává lano.

## Principy
Principem slaňování je tzv. vláknové tření, kdy je zaoblený předmět (člověk či lanová brzda) opásán textilním lanem a postupně přeměňuje svou potenciální energii na teplo. Z matematického hlediska platí pro rovnováhu této brzdné soustavy Eulerův-Eytelweinův vzorec:
{\displaystyle F_{2}=F_{1}\cdot e^{f\cdot \alpha }}   
kde {\displaystyle F_{2}} je brzdná síla vytvořená hmotností břemene (slaňující osoby), 
{\displaystyle F_{1}} je ovládací síla (vytvářená slaňující osobou) - tah za volný konec lana za brzdou, 
{\displaystyle e} je Eulerovo číslo (přibližně 2,718), {\displaystyle f} koeficient smykového tření mezi materiálem lana a materiálem brzdného předmětu (případně v posuvném uzlu) a {\displaystyle \alpha } úhel opásání - kontakt lana s brzdným předmětem (v obloukové míře).

## Provedení
V horolezectví se nejčastěji slaňuje na dvou pramenech lana, protaženého svou polovinou kotevním bodem. Pro dosažení větší délky slanění se využívá dvou lan, spojených uzlem těsně pod slaňovacím stanovištěm. Pokud není potřeba lano následně stáhnout (nebo použije-li se pro stažení tenčí pomocná šňůra), lze slanit i po jediném pramenu upevněném za konec (u tenkých lan může být méně pohodlné ovládání).  
Brzdnou sílu a tím i rychlost sestupu můžeme měnit tahem za volný konec lana, což je nejpraktičtější a nejužívanější způsob regulace. Dále se brzdná síla mění v závislosti na koeficientu tření (např. kontaminace lana mazadly, které radikálně změní brzdné síly, případně námraza na laně) a také změnou úhlu opásání, kterou umožňují provést jen některé slaňovací brzdy, ale nedostatečnou brzdnou sílu lze vždy nouzově zvýšit přídavným ovinem volného konce (např. i kolem nohy).
Pro zvýšení bezpečnosti je možné pod slaňovací brzdu uvázat na lano ještě Prusíkův uzel, přičemž je kvůli pohodlné manipulaci obvykle nutné prodloužit závěs brzdy.

## Bezpečnost
Podle bývalého předsedy bezpečnostní komise UIAA Pita Schuberta připadá na slaňování 25 % smrtených nehod v horolezectví. V horách jde nejčastěji o selhání kotevního bodu, na skalách je také velmi častou příčinou pád po projetí volných konců lana. Proto se, pokud existuje možnost, že konce nedosahují na zem, doporučuje svázat je k sobě, nebo uvázat uzel na kažém konci zvlášť, což omezí kroucení.
Ve skalním terénu nelze vyloučit pád uvolněných kamenů, jak slaňujícími osobami, tak výkyvy lana a posléze při jeho stahování.
Velmi nebezpečné může být také vtažení vlasového či jiného porostu nebo volných součástí výstroje do slaňovací pomůcky. V případě vlasů hrozí pouze částečné skalpování, ale například upevňovací třmen ochranné přilby může být příčinou udušení. Zvláště slaňujeme-li pod vlivem silného psychického otřesu.